# 明日良
明日良（あすら、ASLLA）は、福岡市出身の日本のモデル・俳優である。

## 出演
▼MOVIE
・映画「不倫白書」（原作：倉科遼）風間保役
・映画「コスプレ探偵」（原作：倉科遼）柳町敦士役
・映画「ハードロマンチッカー」（監督：グ　スーヨン）組員役
・映画「Milocrorze」（監督：石橋義正）用心棒役
・映画 「SUPER SCANDAL」カメラマン 役
・Vシネマ「野望の群」ヒロ 役
▼TV
・NHK 大河ドラマ「葵～徳川三代～」 堀田正盛 役
・FBS 「ハレルヤハウス3-15」(1クール・レギュラー) 高橋ケン 役
・CX 金曜エンターテイメント「せつない探偵」野田浩司(犯人)役
・TBS 月曜ドラマスペシャル「検察官 沢木穂乃歌」会社員 役
・TVQ 「電影探偵」(2クール・レギュラー）
・TVQ 「ヤミツキV」（準レギュラー）
・TNC 「ちかっぱ」～イケ麺～
・TVQ　「Sweets30」
・TVQ　「with」
▼CM・PV・スチール
・姫路文学館　黒田勘兵衛役　（VP）
・ホームステージ（CM・スチール）
・Save the children JAPAN (WEB-CM)
・プリベ石川　（TV-CM・WEB）
・HottoMotto [ 加盟店オーナー募集]篇　（TV-CM）
・SUZUKI HASTLER 「カラーフェス」篇　（TV-CM）
・土佐鶴酒造　（TV-CM・スチール）
・九州三共「リヴィエール曽根リゾシア」（TV-CM・スチール）
・消費生活センター「利殖商法」篇・「架空請求」篇（TV-CM） 
・ロッテグリーンガム「日本の森」篇（TV-CM）
・日本電化センター「ソーラー」篇（TV-CM）
・ホテルイルパラッツォ（スチール）
・長崎歴史博物館　坂本龍馬役（PV） 
・INDEX ジャパン（TV-CM）
・小正醸造株式会社 小鶴黄麹「披露宴」篇（TV-CM）
・docomo 2in1（PV）
・Hotto Motto 手羽から（TV-CM）
・求人案内（TV-CM）
・アサヒ 博多蔵出し生ビール(TV-CM)
・スペースワールド(TV-CM・PV・スチール)
・パレス愛(スチール)
・岩田屋(スチール)
・キングレコード 鈴里真帆「終わらないLove Song」(PV)
・日本リーバイス(PV)
・アコム むじんくん(TV-CM・スチール)
・TITO(スチール)
・Villa costa Saint Jordi（TV-CM）
・玄海ロイヤルホテル（スチール）
・ロイヤルチェスター福岡・長崎（スチール）

## 人物
モデルとしてデビューしたのは1988年。モデル・俳優として活動する傍らイベントのプロデュースやディレクションも行う。ウォーキング講師や美容師免許を持ち、ヘアメイクやスタイリストなどにも従事する。